# Euroclio
EUROCLIO, de European Association of History Educators (Europese Vereniging van Geschiedenisonderwijzers), is sinds 1992 een internationale ngo (niet-gouvernementele organisatie) die als doelstelling heeft innovatie en vooruitgang in geschiedenisonderwijs te bevorderen.

## Over EUROCLIO
EUROCLIO werd in 1992 opgericht met steun van de Raad van Europa. De organisatie draagt niet alleen bij aan de ontwikkeling, maar ook aan de eigenlijke implementatie van regionale, nationale en Europese lange-termijnprojecten, die zich richten op het vestigen van kennis, ervaring en expertise in de landen via het trainen en consulteren van onderwijzers. EUROCLIO ontwikkelt onderwijsmateriaal, bouwt en onderhoudt professionele netwerken en treedt op als adviseur voor overheden, internationale organisaties, ngo's, verenigingen van geschiedenisonderwijzers en andere organisaties.